# Casale Foot Ball Club 1913-1914
(ricordo di Giovanni Bertinotti, citato da Il Monferrato)
Questa voce raccoglie le informazioni riguardanti la Casale Foot Ball Club nelle competizioni ufficiali della stagione 1913-1914.

## Divise
| Prima divisa |

## Organigramma societario
Area direttiva
- Presidente: Oreste Simonotti
- Vice presidente: Augusto Giordano
- Segretario: Amilcare Calleri
- Cassiere: Ottavio Coppo
- Consiglieri: Raffaele Jaffe, Ettore Fossati, Umberto Beretta, Pietro Buzzi, Goffredo Calvi, Pompeo Rossi
- Responsabile della sorveglianza: Guido Deaglio

Area tecnica
- Responsabile della commissione tecnica: Umberto Barbesino
- Responsabile della commissione sportiva: Luigi Manacorda

## Rosa
| N. |                   | Ruolo | Calciatore           |
| -- | ----------------- | ----- | -------------------- |
|    | Italia (bandiera) | P     | Candido De Giovanni  |
|    | Italia (bandiera) | P     | Attilio Gallina (I)  |
|    | Italia (bandiera) | D     | Alberto Busancano    |
|    | Italia (bandiera) | D     | Attilio Maggiani     |
|    | Italia (bandiera) | D     | Mario Scrivano       |
|    | Italia (bandiera) | C     | Luigi Barbesino      |
|    | Italia (bandiera) | C     | Luigi Cavasonza (II) |
|    | Italia (bandiera) | C     | Alessandro Ghena     |
|    | Italia (bandiera) | C     | Giuseppe Parodi      |
|    | Italia (bandiera) | C     | Oreste Rosa          |

| N. |                   | Ruolo | Calciatore              |
| -- | ----------------- | ----- | ----------------------- |
|    | Italia (bandiera) | A     | Giovanni Bertinotti     |
|    | Italia (bandiera) | A     | Secondo Caire           |
|    | Italia (bandiera) | A     | Pietro Alfredo Ferraris |
|    | Italia (bandiera) | A     | Giuseppe Ferrino        |
|    | Italia (bandiera) | A     | Giovanni Gallina (II)   |
|    | Italia (bandiera) | A     | Angelo Mattea           |
|    | Italia (bandiera) | A     | Pietro Ravetti          |
|    | Italia (bandiera) | A     | Secondo Siviardo        |
|    | Italia (bandiera) | A     | Amedeo Varese           |

## Risultati

### Prima Categoria

#### Girone piemontese-ligure

##### Girone di andata
| Arbitro: | Laugeri (Torino) |

|                                               |           |  |
| Bertinotti 20’ G. Gallina 55’ Varese 62’, 85’ | Marcatori |  |

| Arbitro: | Scamoni (Torino) |

|                                              |           |  |
| Varese 14’, 43’ Barbesino 73’ Bertinotti 75’ | Marcatori |  |

| Arbitro: | Valvassori (Torino) |

|                                                     |           |            |
| Mattea 24’ Varese 40’ G. Gallina 51’ Bertinotti 54’ | Marcatori | 89’ Sodano |

| Arbitro: | Scamoni (Torino) |

|            |           |  |
| Mattea 30’ | Marcatori |  |

| Arbitro: | E. Calì (II) (Genova) |

|                                   |           |  |
| Rampini II 2’ Milano I 55’ (rig.) | Marcatori |  |

| Arbitro: | Goetzlof (Genova) |

|                                |           |  |
| Mattea 5’, 60’ Varese 65’, 75’ | Marcatori |  |

| Arbitro: | Borda (Torino) |

|  |           |                     |
|  | Marcatori | 30’ (aut.) Galletti |

| Arbitro: | Resegotti (Milano) |

|                       |           |  |
| Varese 33’ Mattea 40’ | Marcatori |  |

| Arbitro: | Tacconis (Torino) |

|  |           |                                                                  |
|  | Marcatori | 42’, 43’, 55’ Gallina II 56’ Bertinotti 70’ Mattea 83’ Barbesino |

##### Girone di ritorno
| Arbitro: | Ferraris (Vercelli) |

|  |           |                           |
|  | Marcatori | 8’, 27’ Mattea 90’ Varese |

| Arbitro: | Mauro (Milano) |

|            |           |                        |
| Tirone 43’ | Marcatori | 10’ Varese 63’ Ravetti |

| Arbitro: | Borda (Torino) |

|                                                                        |           |  |
| Gallina II 13’, 40’ Mattea 18’, 20’, 66’, 74’ Varese 21’ Barbesino 68’ | Marcatori |  |

| Arbitro: | Laugeri (Torino) |

|  |           |                                                |
|  | Marcatori | 11’, 87’ Mattea 16’, 77’ Varese 85’ Bertinotti |

| Arbitro: | Laugeri (Torino) |

|              |           |                                                |
| Brunoldi 15’ | Marcatori | 44’ Gallina II 81’ (rig.) Barbesino 85’ Mattea |

| Casale Monferrato 1º febbraio 1914 15ª giornata | Casale           | 0 – 0 | Pro Vercelli | \| Arbitro: \| Scamoni (Torino) \| |
| Arbitro:                                        | Scamoni (Torino) |       |              |                                    |

| Arbitro: | Varetto (Torino) |

|  |           |                                                                            |
|  | Marcatori | 1’, ?’ (rig.), s.t.’ (rig.) Varese 14’ Ravetti ?’ ? ?’ ? 70’ ? 74’ ? 87’ ? |

| Arbitro: | Valvassori (Torino) |

|                                                                |           |                    |
| Gallina II 7’ Mattea 23’, 62’ Ravetti 35’, 75’ Varese 49’, 73’ | Marcatori | 4’ (aut.) Maggiani |

| Arbitro: | Laugeri (Torino) |

|                                                               |           |                       |
| Grant 43’ Benvenuto 45’ Campodonico 56’ Magni 61’ Mariani 85’ | Marcatori | 58’ Varese 81’ Mattea |

#### Girone finale

##### Girone di andata
| Arbitro: | Meazza (Milano) |

|           |           |                       |
| Grant 68’ | Marcatori | 21’ Mattea 28’ Varese |

| Arbitro: | Resegotti (Milano) |

|                       |           |  |
| Varese 36’ Mattea 59’ | Marcatori |  |

| Arbitro: | Magni (Milano) |

|                  |           |                                     |
| Forlivesi G. 81’ | Marcatori | 12’ G. Gallina 74’ (rig.) Barbesino |

| Arbitro: | Laugeri (Torino) |

|                           |           |  |
| Mattea 49’ Gallina II 54’ | Marcatori |  |

| Arbitro: | Laugeri (Torino) |

|            |           |  |
| Varese 89’ | Marcatori |  |

##### Girone di ritorno
| Arbitro: | Scamoni (Torino) |

|                               |           |  |
| Gallina II 17’ Bertinotti 70’ | Marcatori |  |

| Vicenza 28 giugno 1914 7ª giornata | Vicenza           | 2 – 0 A tav. | Casale | \| Arbitro: \| Cattaneo (Milano) \| |
| Arbitro:                           | Cattaneo (Milano) |              |        |                                     |

| Arbitro: | Giardina (Milano) |

|                                     |           |  |
| Barbesino 12’ (rig.) G. Gallina 70’ | Marcatori |  |

| Arbitro: | Colombo G. o E. ? (Milano) |

|                |           |  |
| Collino II 25’ | Marcatori |  |

| Arbitro: | Laugeri (Torino) |

|              |           |                          |
| Bavastro 42’ | Marcatori | 1’ Varese 73’ Gallina II |

#### Finalissima
| Arbitro: | Scamoni (Torino) |

|                                                                               |           |               |
| Varese 26’, 50’ Ferraris I 54’ Ravetti 62’, 70’ Gallina II s.t.’ Mattea s.t.’ | Marcatori | 73’ Zucchi II |

| Arbitro: | Cattaneo (Milano) |

|  |           |                        |
|  | Marcatori | 30’ Ravetti 78’ Varese |

## Statistiche

### Statistiche di squadra
| Competizione                               | Punti | In casa | In casa | In casa | In casa | In casa | In casa | In trasferta | In trasferta | In trasferta | In trasferta | In trasferta | In trasferta | Totale | Totale | Totale | Totale | Totale | Totale | DR  |
| Competizione                               | Punti | G       | V       | N       | P       | Gf      | Gs      | G            | V            | N            | P            | Gf           | Gs           | G      | V      | N      | P      | Gf     | Gs     | DR  |
| ------------------------------------------ | ----- | ------- | ------- | ------- | ------- | ------- | ------- | ------------ | ------------ | ------------ | ------------ | ------------ | ------------ | ------ | ------ | ------ | ------ | ------ | ------ | --- |
| Prima Categoria - Girone ligure-piemontese | 31    | 9       | 8       | 1       | 0       | 34      | 2       | 9            | 7            | 0            | 2            | 31           | 9            | 18     | 15     | 1      | 2      | 65     | 11     | +54 |
| Prima Categoria - Girone finale            | 16    | 5       | 5       | 0       | 0       | 9       | 0       | 5            | 3            | 0            | 2            | 6            | 6            | 10     | 8      | 0      | 2      | 15     | 6      | +9  |
| Prima Categoria - Finalissima nazionale    | 4     | 1       | 1       | 0       | 0       | 7       | 1       | 1            | 1            | 0            | 0            | 2            | 0            | 2      | 2      | 0      | 0      | 9      | 1      | +8  |
| Totale                                     | 51    | 15      | 14      | 1       | 0       | 50      | 3       | 15           | 11           | 0            | 4            | 39           | 15           | 30     | 25     | 1      | 4      | 89     | 18     | +71 |

### Statistiche dei giocatori
| Giocatore          | Prima Categoria | Prima Categoria |
| Giocatore          | Presenze        | Reti            |
| ------------------ | --------------- | --------------- |
| L. Barbesino       | 27              | 6               |
| G. Bertinotti      | 28              | 6               |
| A. Busancano       | 1               | 0               |
| S. Caire           | 11              | 0               |
| L. Cavasonza (II)  | 1               | 0               |
| C. De Giovanni     | 2               | -2              |
| P. A. Ferraris (I) | 2               | 1               |
| G. Ferrino         | 1               | 0               |
| A. Gallina (I)     | 27              | -14             |
| G. Gallina (II)    | 28              | 15              |
| A. Ghena           | 4               | 0               |
| A. Maggiani        | 27              | 0               |
| A. Mattea          | 29              | 22              |
| G. Parodi          | 28              | 0               |
| G. P. Ravetti      | 17              | 7               |
| O. Rosa            | 27              | 0               |
| M. Scrivano        | 29              | 0               |
| S. Siviardo        | 1               | 0               |
| A. Varese          | 29              | 26              |

Mancano i marcatori di 9 reti.